# Guilherme Posser da Costa
Guilherme Posser da Costa (1953) è un politico saotomense.
È stato Primo ministro di São Tomé e Príncipe dal gennaio 1999 al settembre 2001.
Ha ricoperto per tre periodi la carica di Ministro degli affari esteri: dal 1987 al 1988, dal 1990 al 1991 e dal 1994 al 1996.